# Stará radnice (Náchod)
Stará radnice je původně raně barokní, později několikrát stavebně upravovaná budova na Masarykově náměstí v Náchodě.

## Historie
První písemná zmínka o radnici v Náchodě pochází z roku 1491 a jednalo se o gotickou dřevěnou budovu, které byla při požáru v roce 1570 zcela zničena. Na jejím místě pak byla v letech 1657–1659 postavena nová raně barokní budova. Ta byla znovu poškozena požárem v roce 1663, obnovena v letech 1663–1665 a přestavěna v roce 1754, 1828 a 1856 (1860). Během této poslední přestavby byla budova upravena pro potřeby okresního soudu. Mezi nejvýraznější stavební zásahy patřilo snesení věže, zvýšení budovy o jedno patro, vybudování nové hodinové věže a zazdění podloubí. V roce 1984 proběhla celková rekonstrukce domu.
Od roku 1958 (1987) je radnice chráněnou kulturní památkou. V současné době (2020) v objektu sídlí informační centrum a také Muzeum Náchodska (nacházejí se zde muzejní depozitáře, knihovna, kanceláře muzejních kurátorů a vedoucích pracovníků Muzea Náchodska).

## Architektura
Původní stavbu v 17. století zbudoval stavitel Carlo Lurago. Ta byla jednopatrová, v přízemí měla podloubí a uprostřed věž s cibulovitou bání s lucernou. Po přestavbě v 19. století má stavba přízemí, dvě nadzemní podlaží a podkroví. Průčelí je tříosé, střední osa má mělký rizalit. Kolem vstupu, který je umístěn v hloubce původního podloubí, je kamenný portál s reliéfem městského znaku v kartuši. Portál je dílem kameníka Carla Sereny. Nad průčelím budovy je trojúhelníkový štít a nad ním hodinová věž završená osmistěnným jehlanem nahoře s oplechovanou špicí a koulí s plechovým praporcem.

## Zajímavost
V kovové makovici na špičce věže je uložena schránka s historickými dokumenty. V říjnu 2018 silný vítr makovici z věže shodil, vrácena zpět byla v srpnu 2019.